# Mithraeum de Cabra
Le mithraeum de Cabra a été découvert en 2022 sur le site archéologique de la Villa del Mitra de Cabra, dans la province de Cordoue en Espagne,.

## Historique
La Villa del Mitra est une villa romaine datant du Ier siècle qui a été découverte par hasard par l'agriculteur Francisco Castro Córdoba sur ses terres dans les années 1951-52. Son nom vient du fait d'y avoir trouvé une statuette en marbre blanc, le Mithra de Cabra (es) et d'autres objets, mosaïques et la statue Le Garçon au lièvre (es). La Villa del Mitra est déclarée bien d'intérêt culturel depuis 2016.
Celle-ci, ainsi que les thermes de la zone nord-ouest, ont reçu des modifications aux IIIe et IVe siècles
C'est lors d'une troisième campagne archéologique dans la zone sud du site, fin 2022, que l'équipe archéologique municipale de Cabra, dirigée par Antonio Moreno Rosa, a découvert une salle adaptée au culte de Mithra.

## Description
Le mithraeum se compose d'une pièce rectangulaire, située au sud-ouest de la domus,  de 7,28 × 2,52 m. On y descend par une entrée étroite, d'environ 0,80 m, et plusieurs marches descendantes. À droite, il y a un petit réservoir d’eau mesurant 1,70 × 0,65 m. Il y a les banquettes latérales sur lesquels les adeptes prenaient place. Le sol n'est pas pavé contrairement au reste de la domus. Des restes d'ossements d'animaux cuits ont été retrouvés dans la cella, ce qui est lié aux repas mithraïques habituels qui avaient lieu dans le temple.
Le bas-relief de la tauroctonie, découvert en 1951, devait faire partie du site. Il est exposé au Musée archéologique et ethnologique de Cordoue et une réplique est présente au musée de Cabra.
Mithra, en tenue orientale, pantalon long et tunique à manches, sacrifie le taureau. Le chien boit le sang purificateur qui coule du taureau. Le scorpion, près des testicules, et le serpent sont présents.

## Galerie

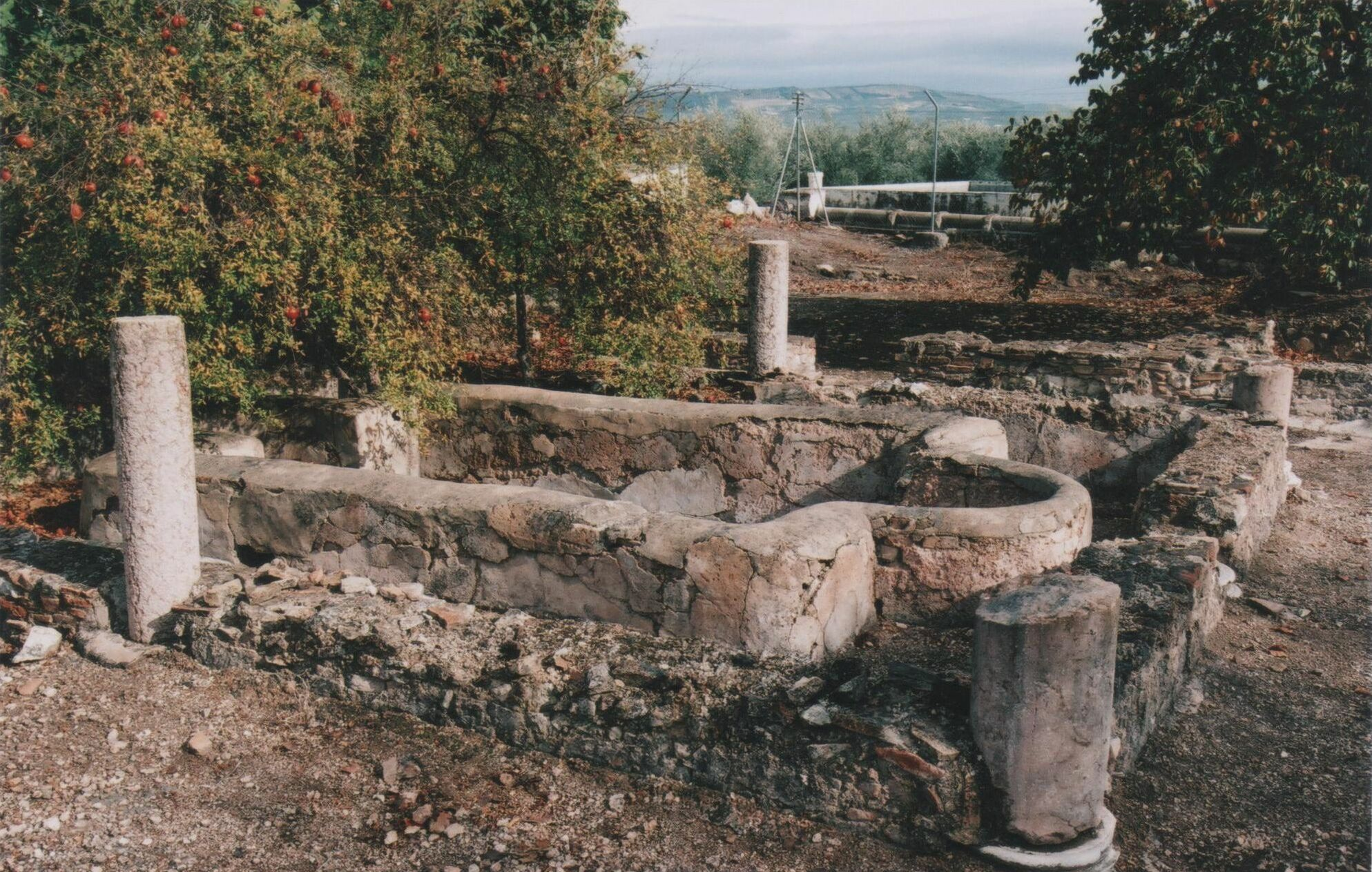
Une partie de la Villa del Mitra.
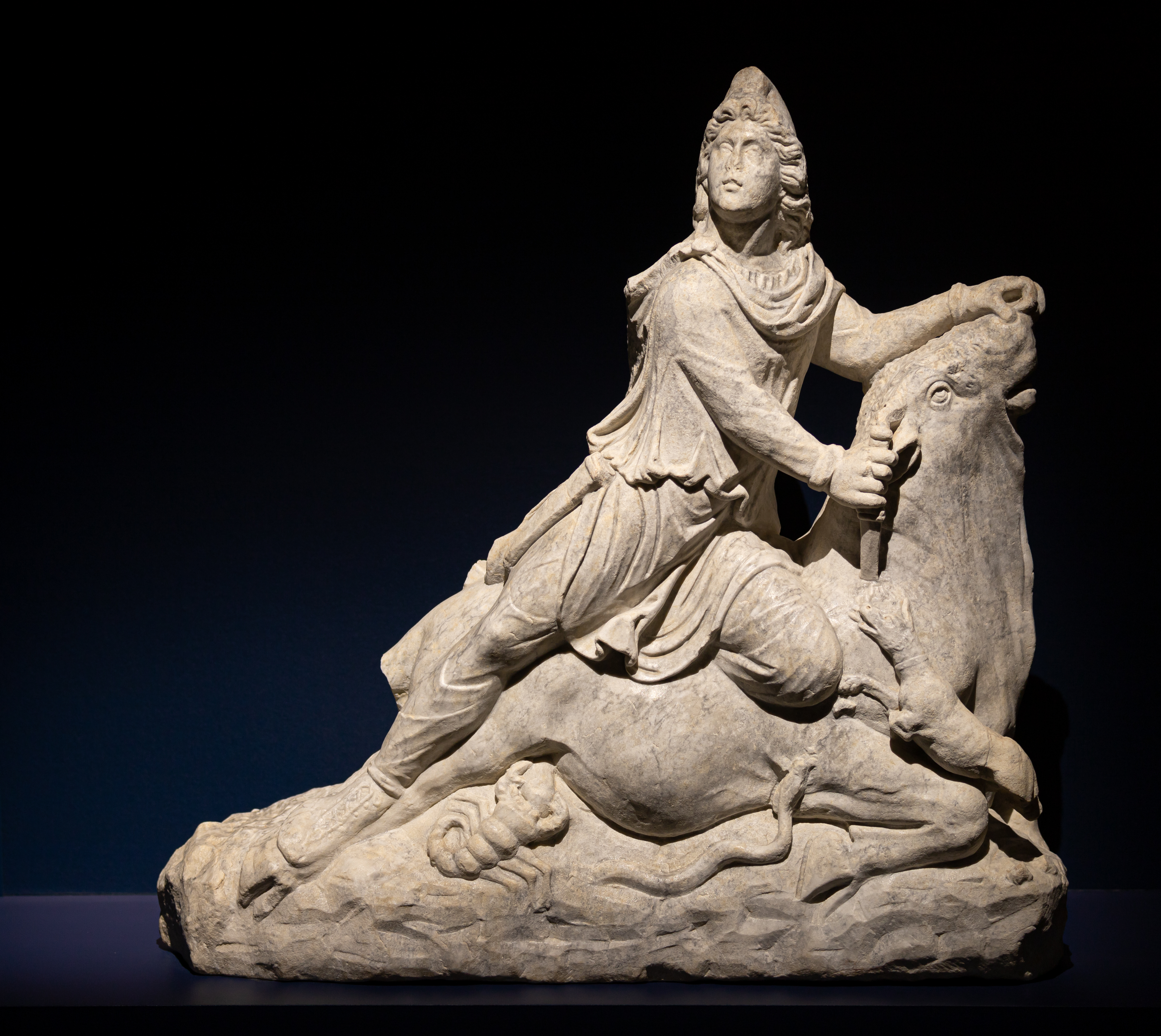
Mitra de Cabra.
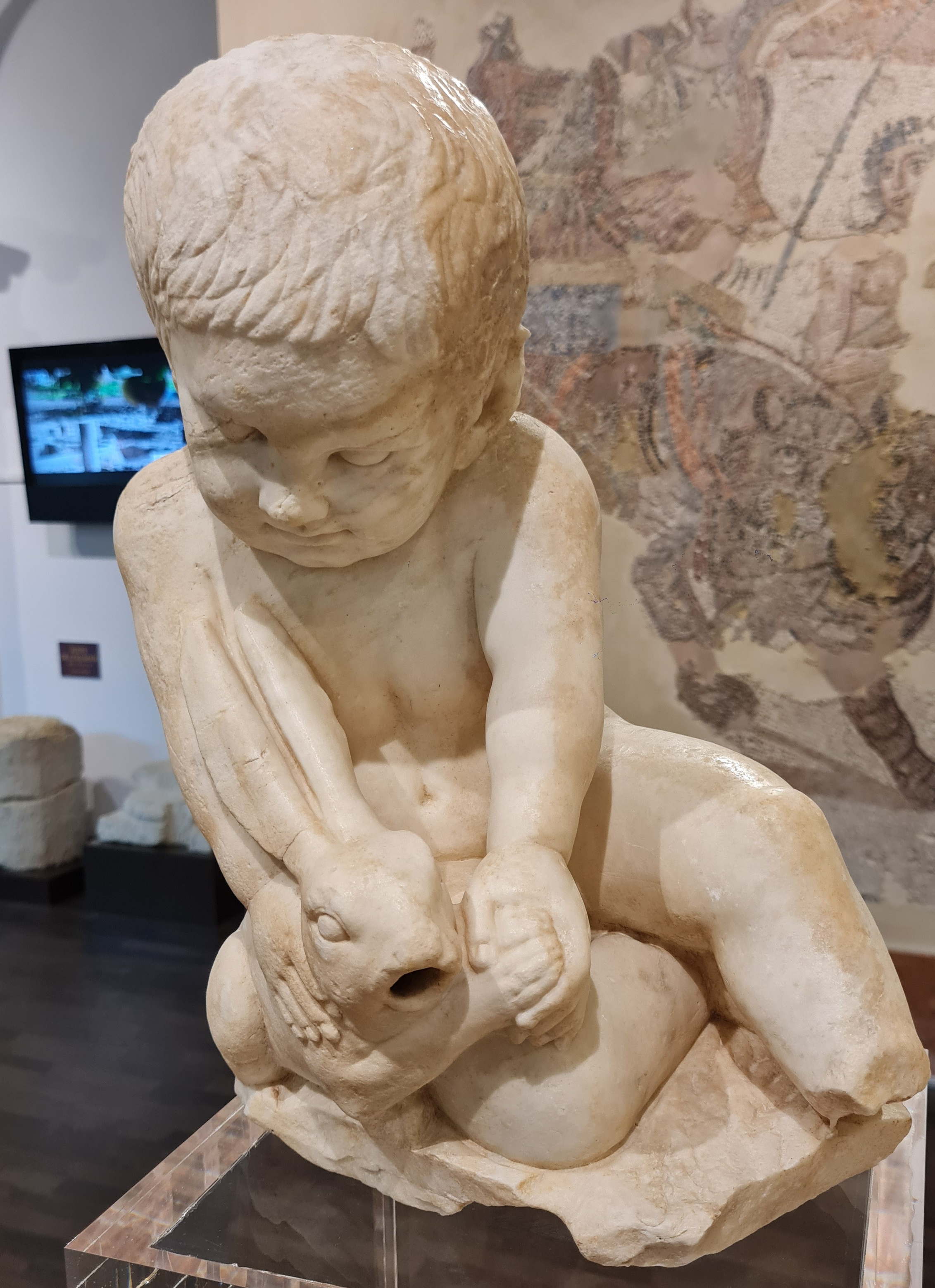
Niño con liebre de la Villa del Mitra (Musée archéologique de Cabra).
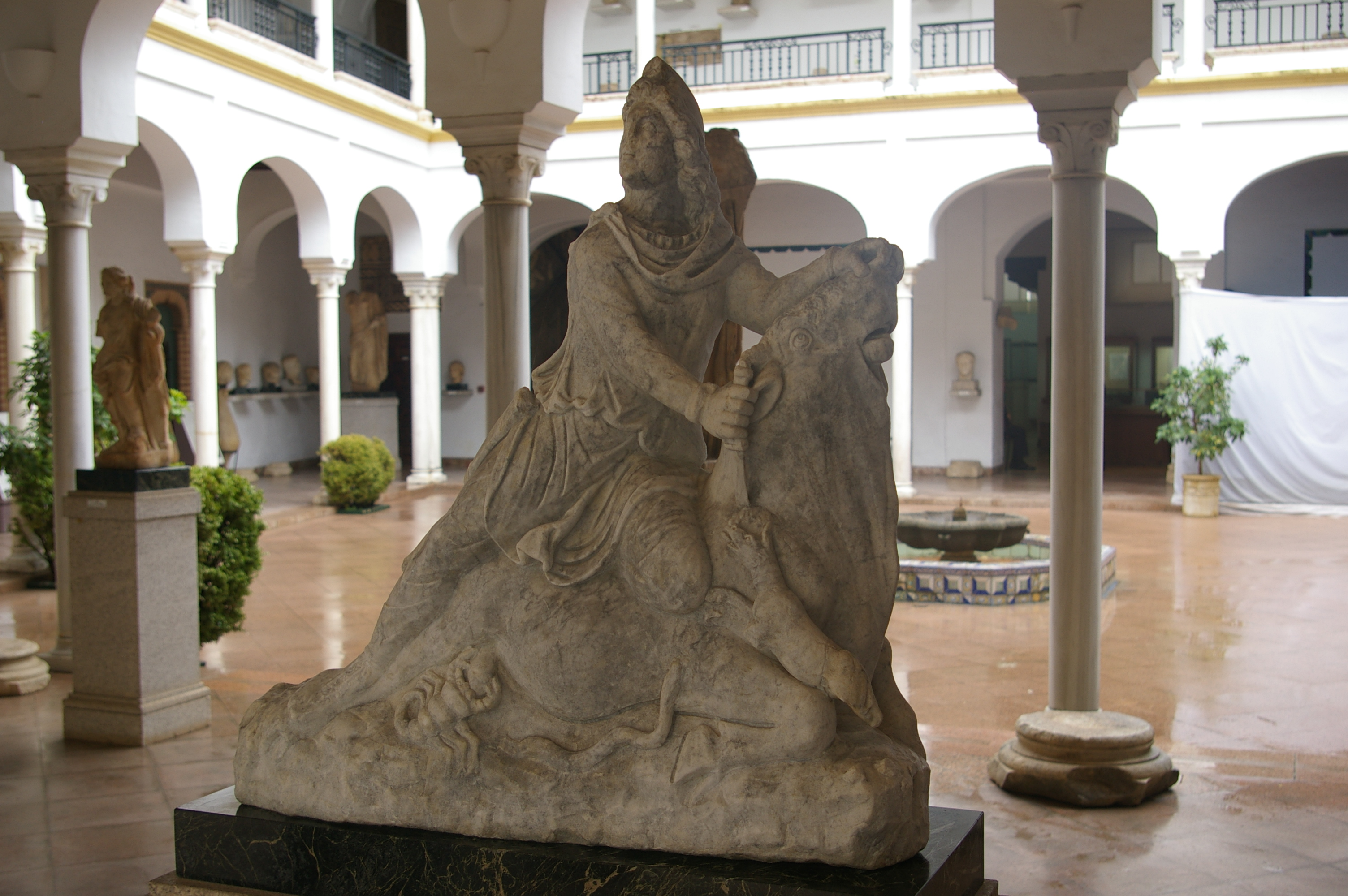
Mithra de Cabra, au musée archéologique de Cordoue.